# L'Homme dans le brouillard
L'Homme dans le brouillard (The Man in the Mist), parfois titrée L'Homme dans la brume, est une nouvelle policière d'Agatha Christie mettant en scène les personnages de Tommy et Tuppence Beresford.
Initialement publiée le 3 décembre 1924 dans la revue The Sketch au Royaume-Uni, cette nouvelle a été reprise en recueil en 1929 dans Partners in Crime au Royaume-Uni et aux États-Unis. Elle a été publiée pour la première fois en France dans le recueil Le crime est notre affaire en 1972.
Dans le recueil Le crime est notre affaire, Agatha Christie imite le style des enquêteurs créés par les auteurs de policiers en vogue à cette époque. Dans cette nouvelle, elle parodie le Père Brown créé par G. K. Chesterton,.

## Publications
Avant la publication dans un recueil, la nouvelle avait fait l'objet de publications dans des revues :
- le 3 décembre 1924, au Royaume-Uni, dans le no 1662 (vol. 128) de la revue The Sketch[3],[4] ;
- en septembre 1961, aux États-Unis, dans le no 214 (no 3, vol. 38) de la revue Ellery Queen's Mystery Magazine[5].

La nouvelle a ensuite fait partie de nombreux recueils :
- en 1929, au Royaume-Uni, dans Partners in Crime[3] (avec 14 autres nouvelles) ;
- en 1929, aux États-Unis, dans Partners in Crime[3] (avec 14 autres nouvelles) ;
- en 1972, en France, dans Le crime est notre affaire (adaptation des recueils de 1929).

## Adaptations
- 1953 : The Man in the Mist, feuilleton radiophonique de la série Partners in Crime, avec Richard Attenborough et Sheila Sim donnant leurs voix aux Beresford ;
- 1983 : L'Homme dans le brouillard (The Man in the Mist), téléfilm de la série britannique Le crime est notre affaire d'ITV (épisode 7), avec Francesca Annis et James Warwick dans les rôles des Beresford.